# سو هابل
سو هابل (بالإنجليزية: Sue Hubbell)‏ هي كاتِبة وأمينة مكتبة وأحيائية أمريكية، ولدت في 28 يناير 1935 في كالامازو في الولايات المتحدة، وتوفيت في 13 أكتوبر 2018 في بار هربور في الولايات المتحدة.